# 井陉正丰煤矿股份公司

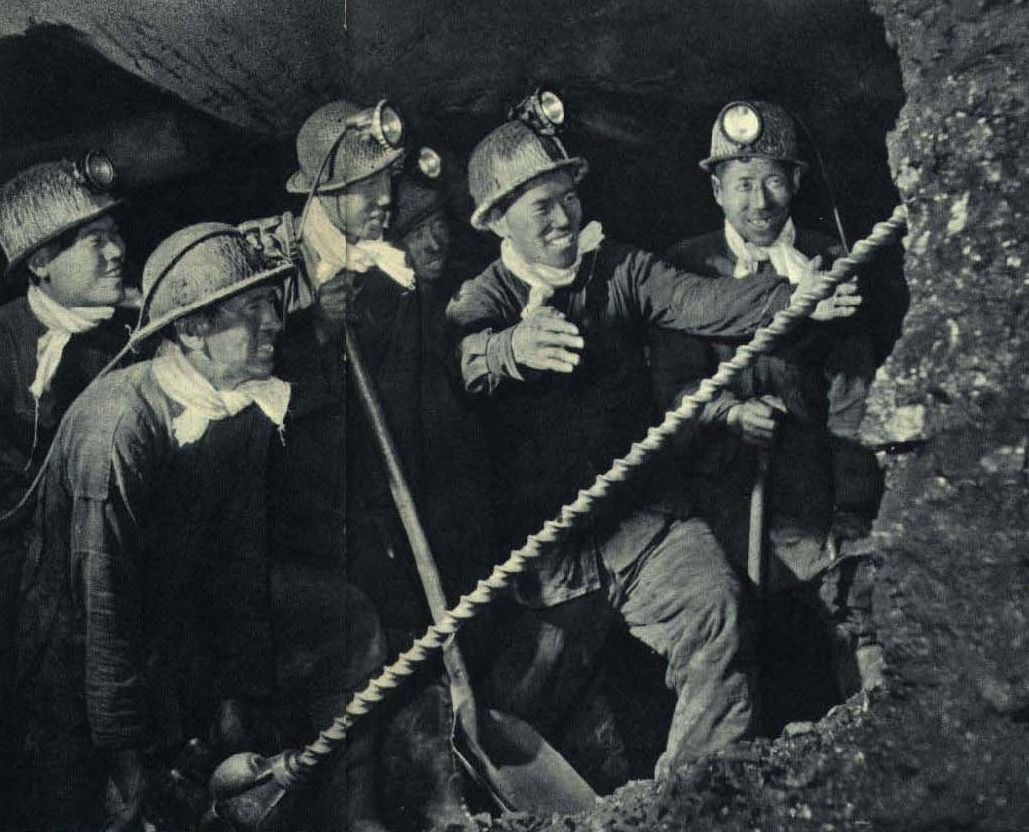
1962年 河北井陉煤矿打眼

井陉正丰煤矿股份公司，民国初期官僚企业，位于河北省井陉矿区。1912年时任陆军总长的段祺瑞投资入股，并指派其弟段祺勋出任总经理。
井陉煤藏丰富，早在宋代即有开采。到明清两代，土法采煤发展很快，有小煤窑百余个。清末出现了两座机器化开采的近代化煤矿；井陉矿和正丰矿。

## 井陉矿
原由井陉县南正村绅士张风起创办。光绪二十四年（1898年）张风起集资购地18亩为矿区，以土法开矿，不久因资金短缺停工。1899年张风起赴天津招募股本，10月结识了德国人汉纳根，由汉纳根出银5万两，张风起出地18亩，合作开矿，定名为井陉煤矿局（又名井陉矿务公司）。光绪二十九年（1903年）11月举行了开工典礼，开凿南井，三十一年（1905年）6月出煤，8月举行北井开工典礼。光绪三十二年（1906年）直隶总督兼北洋大臣袁世凯取消张风起矿权，与汉纳根官商合办，名直隶井陉矿务局，于光绪三十四年（1908年）正式开办。1917年中国对德宣战，汉纳根的股份被没收，并于1918年将汉纳根遣送回国。1920年汉纳根再度来华，经黎元洪总统的关系，于1922年10月重新获得四分之一股权，期限20年。1923年6月黎元洪再度下台后，直系军阀直隶省长王承斌重新“收回国有”。
民国初年天津巨商高星桥曾担任过井陉矿务局司磅、津保售煤处买办。

## 正丰矿
前身是华丰公司，由井陉县良都村杜英魁联合正定王土珍、吴雪门创办。井陉矿务局总办德国人汉纳根阻挠该矿采掘，官司打到清政府，裁定以绵河为界，华丰公司不得越届开采。因地形复杂，地下水大，华丰公司很不景气。民国元年（1912年）4月，王士珍、吴雪门拉拢陆军总长段祺瑞弟弟段祺勋入股，将华丰公司改为正丰公司，段祺勋为总经理。1918年欧战德国战败，正丰矿强行越过绵河，在荆蒲兰、凤山一带开凿新井。正丰矿从此兴盛起来。段家投巨资建总经理楼、服务娱乐楼、小姐楼、公子楼、小偏楼等。现总经理楼、小姐楼保存完好，均为双层建筑、土木结构。
1919年的民国政府交通总长曹汝霖，因五四运动学生抗议被免职之后，曾担任该公司董事长。
1937年10月，井陉和正丰矿均被日军占领，于1938年5月分别被改为"兴中公司井陉采煤所"和"兴中公司正丰採煤所"。1940年10月，日方与伪华北政务委员会达成协议，将井陉、正丰、六河沟煤矿和石门炼焦厂合并，成立"井陉煤矿股份有限公司"。1945年日本投降后，国民政府接收，于11月2日将井陉矿改为"河北省井陉矿务局第一矿厂"；11月4日将正丰矿改为"河北省井陉矿务局第二矿厂"。
井陉矿区东距京汉铁路石家庄站50公里，对于石家庄市的发展繁荣，具有推动作用。